# Емил Фишер
 Херман Емил Фишер (на немски: Hermann Emil Fischer) е немски химик, носител на Нобелова награда за химия през 1902 година. Откривател на естерификация на Фишер. Той развива проекцията на Фишер, символичен начин на изобразяване на асиметрични въглеродни атоми.

## Биография
Роден е на 9 октомври 1852 година в Ойскирхен, близо до Кьолн, син на бизнесмен. След дипломирането си желае да учи естествени науки, но баща му го принуждава да работи в семейния бизнес, докато установява, че синът му е неподходящ. След това Фишер учи в Университета в Бон през 1871 г., но преминава в Университета в Страсбург през 1872 г. Получава докторска степен през 1874 г. под ръководството на Адолф фон Байер при своето изследване на фенолфталеин и е назначен на длъжност в университета.
През 1875 г. фон Байер е помолен да замести Юстус фон Либих в университета в Мюнхен и Фишер отива там с него, за да стане асистент по органична химия.
През 1878 г. Фишер се класира като приватдоцент в Мюнхен, където през 1879 г. е назначен за доцент по аналитична химия. През същата година му е предложено, но той отказа, председателското място в катедрата по химия в Аахен.
През 1881 г. е назначен за професор по химия в университета в Ерланген, а през 1883 г. е поканен от „Badische Anilin- und Soda-Fabrik“ да насочи към тях своята научна лаборатория. Фишер обаче, чийто баща му е осигурил финансова независимост, предпочита академична работа.
През 1885 г. е помолен да стане професор по химия в Университета на Вюрцбург, където остава до 1892 г., когато е поканен да замени А. У. Хофман като председател на катедрата по химия в университета в Берлин. Там той остава до смъртта си.
Умира на 15 юли 1919 година в Берлин от хронично фенилхидразиново отравяне.

## Научна дейност
През 1875 г. Фишер открива фенилхидразина, докато работи в Страсбург с фон Байер. Това съединение ще изиграе критична роля в по-късните изследвания на Фишер върху захари. Докато е в Мюнхен, Фишер продължава да работи с хидразини заедно с братовчед си Ото Фишер, който го е последвал в Мюнхен. Двамата разработват нова теория за състава на багрилата, получени от трифенилметан, доказвайки я с експериментална работа.
В Ерланген, Фишер изучава чай, кафе и какао, а именно, кофеин и теобромин.
Работа обаче, на която дължи славата си е изследванията му върху пурини и захари. Тази работа, извършена между 1882 и 1906 показва, че различните вещества, малко известни по това време, като аденин, ксантин, в растителна биомаса, кофеин и в животински екскременти, пикочна киселина и гуанин, всички принадлежат към едно хомогенно семейство и биха могли да се получат едно от друго и че те съответстват на хидроксилни и амино производни на една и съща основна система, образувана от бициклични азотни структури, в която влиза характерната група урея. Това изходното вещество, което първоначално се разглежда като хипотетично, той нарича пурин през 1884 г., и успява да синтезира през 1898 г. Множество изкуствени производни, повече или по-малко, аналогична на естествено срещащи се вещества, произхождат от лабораторията му, синтезирани между 1882 и 1896.
През 1884 г. Фишер започва своята обширна работа върху захари. Още преди 1880 г. е известна алдехидната формула на глюкозата, но Фишер го доказва в поредица от трансформации като например окисляването в алдонова киселина и действие на фенилхидразин, който той е открил и което прави възможно формирането на фенилхидразони и озазони. С превръщането в озазон той установява връзката между глюкоза, фруктоза и маноза, които той открива през 1888 г. През 1890 г. чрез епимеризация между глюконова и малонова киселина, той доказва стереохимичната и изомерна природа на захарите, а между 1891 и 1894 г. установява стереометричната конфигурация на всички познати захари и точно предсказва възможните изомери, чрез изобретателно прилагане на теория на асиметричен въглероден атом на Вант Хоф и Ле Бел, публикуван през 1874 г. Реципрочният синтез между различните хексози чрез изомеризация и след това между пентози, хексози и хепртози, чрез реакцията на разграждане и синтез, доказва стойността на систематиката на въглехидратите, която е установил. Неговият най-голям успех е синтез на глюкоза, фруктоза и маноза през 1890 г., като се изходи от глицерол. Този монументален труд върху захари, извършен между 1884 и 1894 г., е продължен с друга работа, най-важни от която са неговите изследвания на глюкозиди.
Между 1899 и 1908 г. Фишер прави голям принос към познанието за протеините. Той намира ефективни аналитични методи за отделяне и идентифициране на отделните аминокиселини, откривайки нов тип, цикличните аминокиселини: пролин и хидроксипролин. Той също изучава синтеза на протеини, чрез получаване на различни аминокиселини в оптически активна форма, за да ги свърже. Установява вида на връзките, които ги свързват във вериги, а именно, пептидна връзка и успява да получи дипептиди, а по-късно и трипептиди и полипептиди. През 1901 г. той открива, в сътрудничество с Ърнест Фурние, синтеза на дипептида, глицилглицин, като през същата година публикува работата си върху хидролизата на казеин. Аминокиселините, които се срещат в природата са получени в лабораторни условия, а са открити и нови такива. Неговата работа по синтеза на олигопептиди достига своята кулминация в синтеза на октодекапептид, който има много от характеристиките на естествените протеини. Това, както и неговата последваща работа довежда до по-добро разбиране на протеините и полага основите за по-късните проучвания за тях.
В допълнение към работата му във вече споменатите области Фишер също изучава ензими и химическите вещества в лишеите, които той намира по време на честите си почивки в Шварцвалд, а също и вещества, използвани в дъбенето, а през последните години от живота си, и на мазнини. През 1890 г. той предлага модела на взаимодействие „ключ-ключалка“, за да се обясни взаимодействието между субстрата и ензима. По-късните проучвания не подкрепят този модел във всички ензимни реакции.